# Enrique Parejo González
Enrique Parejo González (Ciénaga, 13 de agosto de 1930) es un abogado y político colombiano. Fue ministro de Justicia y embajador de Colombia en Hungría, Checoslovaquia y Suiza. También es conocido por su lucha contra el narcotráfico y la corrupción.

## Biografía
Nació en Ciénaga, Magdalena, el 13 de agosto de 1930.
En 1958 egresó de la Universidad Nacional de Colombia con el título de abogado y fue designado Secretario de la Embajada de Colombia en Roma, donde hizo una especialización en derecho penal. Regresó a Colombia en 1964 y trabajó en el Servicio Nacional de Aprendizaje (SENA), donde permaneció diez años. También fue catedrático de la Universidad Nacional.
Se integró a la Unión Liberal Popular y más tarde al Nuevo Liberalismo fundado por Luis Carlos Galán, grupo por el cual fue elegido senador de la República. El presidente Belisario Betancur lo nombró ministro de Justicia, tras el asesinato de Rodrigo Lara Bonilla.
Al dejar el ministerio, fue designado embajador en Hungría, donde fue gravemente herido por sicarios del cartel de Medellín. Ocupó también las embajadas de Checoslovaquia y Suiza, y renunció en 1991 por discrepancias con el gobierno de César Gaviria siendo además un abierto crítico a la Política de Sometimiento a la Justicia del Ministro de Justicia Jaime Giraldo Ángel.
Fue candidato presidencial en 1994 por Alternativa Democrática Nacional y en 2006 por Reconstrucción Democrática, grupos fundados por él mismo. Se mantuvo en oposición al gobierno de Ernesto Samper.
Es autor de un libro sobre la toma del Palacio de Justicia titulado La Tragedia del Palacio de Justicia (Ed. Oveja Negra), episodio que vivió como ministro del ramo. También escribió otro sobre el proceso 8.000, Radiografia de un Prevaricato, sobre el fallo del Congreso que investigó y absolvió a Ernesto Samper. En la actualidad se encuentra retirado de la vida pública.
Enrique Parejo González está casado con la abogada Josefina Gallardo Serna, con quien tuvo dos hijos: Carlos Enrique, nacido en 1957  y su hija menor Karem J. nacida en el año de 1965.
El primero estudió en el Liceo de La Salle y se graduó de abogado en 1981 en la Universidad Santo Tomás, especializado en Derecho Constitucional, y su hija, médico de la Universidad del Rosario, especializada en Neurología con énfasis en medicina del sueño.